# Hydnophytum subnormale
Hydnophytum subnormale är en måreväxtart som beskrevs av Karl Moritz Schumann. Hydnophytum subnormale ingår i släktet Hydnophytum och familjen måreväxter.
Artens utbredningsområde är Papua Nya Guinea. Inga underarter finns listade i Catalogue of Life.